# IC 5195
IC 5195 је галаксија у сазвјежђу Гуштер која се налази на листи објеката дубоког неба у Индекс каталогу.
Деклинација објекта је + 37° 18' 10" а ректасцензија 22h 15m 41,5s. Привидна величина (магнитуда) објекта IC 5195 износи 15,4 а фотографска магнитуда 16,4. IC 5195 је још познат и под ознакама CGCG 513-23, CGCG 514-3, 4ZW 90, PGC 68435.